# 伊藤将伸
伊藤 将伸（いとう まさのぶ、1984年2月7日 - ）は、日本の元男子バスケットボール選手である。ポジションはG。

## 来歴
三重県松阪市出身。皇學館高、鹿屋体育大学を経て、2007年にトライアウトでレラカムイ北海道に入団。2014年オフ、bjリーグの群馬クレインサンダーズに移籍。
2016年引退。

## 経歴
- 皇學館高 - 鹿屋体育大学 - レラカムイ北海道/レバンガ北海道 - 群馬クレインサンダーズ